# Cyanotis cristata
Cyanotis cristata là một loài thực vật có hoa trong họ Commelinaceae. Loài này được (L.) D.Don mô tả khoa học đầu tiên năm 1825.